# Scunthorpe United F.C.
Scunthorpe United F.C. er en engelsk fodboldklub fra Scunthorpe i North Lincolnshire, der spiller i landets sjette bedste række National league North.
Klubben blev i 1899 grundlagt og fusionerede 11 år senere med Lindsey United. Først i 1950 fik man adgang til ligasystemet, efter at ansøgninger var blevet afvist i 1921 og 1935. Klubbens bedste placering var en førsteplads i League One. Scunthorpe United var dog langt fra niveauet i The Championship og rykkede ned efter blot en sæson. I 2009 sikrede man sig dog en hurtig tilbagevenden til The Championship, da man efter playoff tog den tredje oprykningsplads til rækken. I 2011 rykkede man ned i League One igen, efter at man sluttede sidst på en 24. plads.
Kevin Keegan har spillet for klubben, og den er stadig blandt hans favoritter i England.[kilde mangler]
| Fodbold | Spire Denne artikel om en fodboldklub er en spire som bør udbygges. Du er velkommen til at hjælpe Wikipedia ved at udvide den. |